# Роверето
Роверето (італ. Rovereto, вен. Roveredo) — муніципалітет в Італії, у регіоні Трентіно-Альто-Адідже,  провінція Тренто.
Роверето розташоване на відстані близько 460 км на північ від Рима, 22 км на південь від Тренто.
Населення — 39 099 осіб (2014).
Щорічний фестиваль відбувається 5 серпня та 25 квітня. Покровитель — Madonna della Neve.

## Демографія
Населення за роками:

Станом на 1 січня 2023 року в муніципалітеті офіційно проживало 4319 іноземців з 92 країн, серед них 840 громадян країн Євросоюзу та 348 громадян України.

## Сусідні муніципалітети
- Ала
- Калліано
- Фольгарія
- Ізера
- Морі
- Ногаредо
- Помароло
- Терраньйоло
- Трамбілено
- Валларса
- Вілла-Лагарина
- Волано